# Elecciones estatales de Baja Sajonia de 2017
El 15 de octubre de 2017 se realizó una elección estatal para elegir a los miembros del Parlamento Regional Bajo Sajón.

## Antecedentes
Tras las elecciones estatales de 2013, se formó una coalición rojo-verde entre el SPD y los Verdes bajo el ministro-presidente Stephan Weil, con una ajustada mayoría de un escaño de ventaja en el parlamento regional. Después de que la parlamentaria verde Elke Twesten dejara su partido y se uniera a la CDU el 4 de agosto de 2017, la coalición perdió su mayoría, lo que provocó que el primer ministro Stephan Weil llamara a una elección anticipada para el 15 de octubre. El parlamento se disolvió oficialmente el 21 de agosto luego de que 135 de los 137 parlamentarios votaron a favor de la medida.

## Partidos participantes
Los siguientes partidos participaron en la elección:
| Partido                                                                            | Candidato            | Candidatos de lista | Candidatos directos |
| ---------------------------------------------------------------------------------- | -------------------- | ------------------- | ------------------- |
| Unión Demócrata Cristiana (CDU)                                                    | Bernd Althusmann     | 121                 | 87                  |
| Partido Socialdemócrata (SPD)                                                      | Stephan Weil         | 100                 | 87                  |
| Alianza 90/Los Verdes (Grüne)                                                      | Anja Piel            | 49                  | 83                  |
| Partido Democrático Libre (FDP)                                                    | Stefan Birkner       | 83                  | 86                  |
| Die Linke (LINKE)                                                                  | Anja Stoeck          | 21                  | 87                  |
| Alternativa para Alemania (AfD)                                                    | Dana Guth            | 23                  | 63                  |
| Bündnis Grundeinkommen (BGE)                                                       | Thomas Rackow        | 9                   | 0                   |
| Deutsche Mitte - Politik geht anders... (DM)                                       | Mathias Lenz         | 5                   | 0                   |
| Freie Wähler (FREIE WÄHLER)                                                        | Udo Striess-Grubert  | 16                  | 15                  |
| Reformadores Liberal-Conservadores (LKR)                                           | Bernhard Maria Vogel | 11                  | 5                   |
| Partido Ecológico-Democrático (ÖDP)                                                | Martin Dreß          | 10                  | 1                   |
| Die PARTEI                                                                         | Julian Klippert      | 34                  | 11                  |
| Partido Ser Humano, Medio Ambiente y Protección de los Animales (Tierschutzpartei) | Susanne Berghoff     | 5                   | 0                   |
| Partido Pirata (PIRATEN)                                                           | Thomas Ganskow       | 9                   | 7                   |
| V-Partei³ - Partei für Veränderung, Vegetarier und Veganer (V-Partei³)             | Edmund Treib         | 9                   | 0                   |
| Bündnis C                                                                          | –                    | –                   | 1                   |
| Die Grauen                                                                         | –                    | –                   | 1                   |
| Independientes                                                                     | –                    | –                   | 10                  |

## Encuestas

### Partidos
| Encuestador             | Fecha      | CDU    | SPD    | Verdes | FDP   | Linke | AfD   | Otros |
| ----------------------- | ---------- | ------ | ------ | ------ | ----- | ----- | ----- | ----- |
| Der Spiegel             | 13.10.2017 | 31,8 % | 34,6 % | 8,5 %  | 8,9 % | 5,7 % | 7,8 % | 2,7 % |
| Forschungsgruppe Wahlen | 12.10.2017 | 33 %   | 34,5 % | 9 %    | 9 %   | 5 %   | 7 %   | 2,5 % |
| INSA                    | 09.10.2017 | 32 %   | 33 %   | 10 %   | 10 %  | 5 %   | 7 %   | 3 %   |
| Forschungsgruppe Wahlen | 06.10.2017 | 33 %   | 33 %   | 9 %    | 10 %  | 5 %   | 7 %   | 3 %   |
| Infratest dimap         | 05.10.2017 | 34 %   | 34 %   | 8,5 %  | 8 %   | 4,5 % | 8 %   | 3 %   |
| Der Spiegel             | 02.10.2017 | 33,1 % | 32,8 % | 9,9 %  | 8,0 % | 5,4 % | 8,1 % | 2,7 % |
| Infratest dimap         | 28.09.2017 | 35 %   | 34 %   | 9 %    | 8 %   | 5 %   | 6 %   | 3 %   |
| Infratest dimap         | 07.09.2017 | 37 %   | 32 %   | 10 %   | 6 %   | 5 %   | 7 %   | 3 %   |
| Infratest dimap         | 30.08.2017 | 39 %   | 31 %   | 8 %    | 8 %   | 4 %   | 8 %   | 2 %   |
| Infratest dimap         | 10.08.2017 | 40 %   | 32 %   | 9 %    | 7 %   | 3 %   | 6 %   | 3 %   |
| INSA                    | 09.08.2017 | 40 %   | 28 %   | 9 %    | 9 %   | 5 %   | 7 %   | 2 %   |
| INSA                    | 27.05.2017 | 41 %   | 27 %   | 8 %    | 9 %   | 5 %   | 6 %   | 4 %   |
| Forsa                   | 06.05.2017 | 35 %   | 36 %   | 8 %    | 6 %   | 4 %   | 6 %   | 5 %   |
| Infratest dimap         | 20.01.2017 | 35 %   | 31 %   | 14 %   | 6 %   | 4 %   | 8 %   | 2 %   |
| Forsa                   | 11.01.2017 | 34 %   | 32 %   | 12 %   | 6 %   | 4 %   | 7 %   | 5 %   |
| INSA                    | 19.10.2016 | 33 %   | 31 %   | 12 %   | 8 %   | 5 %   | 7 %   | 4 %   |
| Forsa                   | 28.11.2015 | 35 %   | 33 %   | 14 %   | 6 %   | 4 %   | 4 %   | 4 %   |
| INSA                    | 07.09.2015 | 37 %   | 29 %   | 14 %   | 6 %   | 6 %   | 3 %   | 5 %   |
| Infratest dimap         | 03.07.2015 | 40 %   | 29 %   | 14 %   | 5 %   | 5 %   | 2 %   | 3 %   |
| GMS                     | 24.01.2015 | 41 %   | 30 %   | 14 %   | 3 %   | 4 %   | 4 %   | 4 %   |
| Forschungsgruppe Wahlen | 20.01.2014 | 40 %   | 32 %   | 13 %   | 4 %   | 5 %   | 3 %   | 3 %   |
| Elecciones de 2013      | 20.01.2013 | 36,0 % | 32,6 % | 13,7 % | 9,9 % | 3,1 % | —     | 4,7 % |

#### Preferencia de Ministro-Presidente
| Encuestador             | Fecha      | Stephan Weil (SPD) | Bernd Althusmann (CDU) |
| ----------------------- | ---------- | ------------------ | ---------------------- |
| Forschungsgruppe Wahlen | 12.10.2017 | 49 %               | 31 %                   |
| Forschungsgruppe Wahlen | 06.10.2017 | 49 %               | 29 %                   |
| Infratest dimap         | 05.10.2017 | 45 %               | 24 %                   |
| Infratest dimap         | 28.09.2017 | 48 %               | 25 %                   |
| Infratest dimap         | 07.09.2017 | 47 %               | 24 %                   |
| Infratest dimap         | 10.08.2017 | 45 %               | 34 %                   |
| Infratest dimap         | 20.01.2017 | 51 %               | 26 %                   |

## Resultados
| |               |                    |                    |                    |                  |                  |                  |         |     |  |
| Partido | Partido       | Distrito electoral | Distrito electoral | Distrito electoral | Lista de partido | Lista de partido | Lista de partido | Escaños | +/– |  |
| Partido | Partido       | Votos              | %                  | Escaños            | Votos            | %                | Escaños          | Escaños | +/– |  |
| Partido Socialdemócrata de Alemania                                                                                              | SPD           | 1 508 830          | 39.6%              | 55                 | 1 413 990        | 36.9%            | 0                | 55      | +6  |  |
| Unión Demócrata Cristiana | CDU           | 1 420 083          | 37.3%              | 32                 | 1 287 191        | 33.6%            | 55               | 50      | –4  |  |
| Alianza 90/Los Verdes | Grüne         | 283 327            | 7.4%               | 0                  | 334 130          | 8.7%             | 12               | 12      | –8  |  |
| Partido Democrático Libre | FDP           | 226 554            | 5.9%               | 0                  | 287 957          | 7.5%             | 11               | 11      | –3  |  |
| Alternativa para Alemania | AfD           | 174 521            | 4.6%               | 0                  | 235 863          | 6.2%             | 9                | 9       | +9  |  |
| |               |                    |                    |                    |                  |                  |                  |         |     |  |
| La Izquierda | Linke         | 170 660            | 4.5%               | 0                  | 177 118          | 4.6%             | 0                | 0       | –   |  |
| Partido Ser Humano, Medio Ambiente y Protección de los Animales                                                                  | Tierschutz    | –                  | –                  | 0                  | 27 108           | 0.7%             | 0                | 0       | –   |  |
| Partido por el Trabajo, Estado de Derecho, Protección de los Animales, Incentivo a las Elites e Iniciativas Democráticas de Base | Die PARTEI    | 9097               | 0.2%               | 0                  | 22 578           | 0.6%             | 0                | 0       | –   |  |
| Freie Wähler | FW            | 11 348             | 0.3%               | 0                  | 14 869           | 0.4%             | 0                | 0       | –   |  |
| Partido Pirata de Alemania | PIRATEN       | 2350               | 0.1%               | 0                  | 8449             | 0.2%             | 0                | 0       | –   |  |
| Alianza Renta Básica | BGE           | –                  | –                  | 0                  | 5125             | 0.1%             | 0                | 0       | –   |  |
| Centro Alemán | DM            | –                  | –                  | 0                  | 4482             | 0.1%             | 0                | 0       | –   |  |
| V-Partei³ | V-Partei³     | –                  | –                  | 0                  | 4151             | 0.1%             | 0                | 0       | –   |  |
| Partido Ecológico-Democrático | ÖDP           | 735                | 0.0%               | 0                  | 4042             | 0.1%             | 0                | 0       | –   |  |
| Reformadores Liberal-Conservadores                                                                                               | LKR           | 488                | 0.0%               | 0                  | 950              | 0.0%             | 0                | 0       | –   |  |
| Los Grises | DG            | 260                | 0.0%               | 0                  | –                | –                | 0                | 0       | –   |  |
| Independientes | EB            | 2447               | 0.1%               | 0                  | –                | –                | 0                | 0       | –   |  |
| |               |                    |                    |                    |                  |                  |                  |         |     |  |
| Total | Total         | 3 811 125          | 100.0%             | 87                 | 3 828 003        | 100.0%           | 50               | 137     | –   |  |
| |               |                    |                    |                    |                  |                  |                  |         |     |  |
| Votos válidos | Votos válidos | 3 811 125          | 99.0%              |                    | 3 828 003        | 99.5%            |                  |         |     |  |
| Votos nulos | Votos nulos   | 37 892             | 1.0%               | 21 014             | 0.5%             |                  |                  |         |     |  |
| Participación | Participación | 3 849 017          | 63.1%              |                    |                  |                  |                  |         |     |  |
| Inscritos | Inscritos     | Inscritos          | 6 098 379          |                    |                  |                  |                  |         |     |  |
| |               |                    |                    |                    |                  |                  |                  |         |     |  |
| Fuente: Niedersächsische Landeswahlleiterin                                                                                      |               |                    |                    |                    |                  |                  |                  |         |     |  |

## Formación de gobierno
A fines de octubre de 2017 comenzaron las negociaciones entre el SPD y la CDU para formar una gran coalición, que permitiera a Stephan Weil continuar en el cargo.
El nuevo parlamento se constituyó el 13 de noviembre de 2017.
El 16 de noviembre, el SPD y la CDU llegaron a un acuerdo de coalición.
El 22 de noviembre, Weil fue reelegido por el Landtag como Ministro presidente con 104 votos a favor y 32 en contra.